# Satz von Forster-Swan
Der Satz von Forster-Swan ist ein Resultat aus der kommutativen Algebra, welches eine obere Schranke für die minimale Anzahl der Erzeuger eines endlich erzeugten Moduls {\displaystyle M} über einem kommutativen noetherschen Ring angibt. Das Besondere an der Aussage liegt darin, dass man, um die Schranke zu bilden, nur die minimale Anzahl der Erzeuger aller Lokalisierungen {\displaystyle M_{\mathfrak {p}}} benötigt, was in der Regel viel einfacher zu berechnen ist.
Der Satz wurde 1964 in einer restriktiveren Form von Otto Forster bewiesen und schließlich 1967 von Richard G. Swan verallgemeinert.

## Satz von Forster-Swan
Sei
- {\displaystyle R} ein kommutativer noetherscher Ring mit Einselement,
- {\displaystyle M} ein endlich-erzeugter {\displaystyle R}-Modul,
- {\displaystyle {\mathfrak {p}}} ein Primideal von {\displaystyle R}.
- {\displaystyle \mu (M),\mu _{\mathfrak {p}}(M)} sind die minimale Anzahl an Erzeugern um den {\displaystyle R}-Modul {\displaystyle M} resp. den {\displaystyle R_{\mathfrak {p}}}-Modul {\displaystyle M_{\mathfrak {p}}} zu erzeugen.

Um {\displaystyle \mu _{\mathfrak {p}}(M)} zu berechnen, genügt es nach dem Lemma von Nakayama, die Dimension des Raumes {\displaystyle M_{\mathfrak {p}}/{\mathfrak {p}}M} über dem Körper {\displaystyle k({\mathfrak {p}})=R_{\mathfrak {p}}/{\mathfrak {p}}R_{\mathfrak {p}}} zu berechnen, das heißt
{\displaystyle \mu _{\mathfrak {p}}(M)=\operatorname {dim} _{k({\mathfrak {p}})}(M_{\mathfrak {p}}/{\mathfrak {p}}M).}

### Aussage
Definiere die lokale {\displaystyle {\mathfrak {p}}}-Schranke
{\displaystyle b_{\mathfrak {p}}(M):=\mu _{\mathfrak {p}}(M)+\operatorname {dim} (R/{\mathfrak {p}}),}
dann gilt
{\displaystyle \mu (M)\leq \sup _{\mathfrak {p}}\;\{b_{\mathfrak {p}}(M)\;|\;{\mathfrak {p}}\;{\text{ist prim}},\;M_{\mathfrak {p}}\neq 0\}.}